# Woodville (California)
Woodville è un census-designated place (CDP) degli Stati Uniti d'America situato in California, nella contea di Tulare.
Il villaggio è stato progettato e realizzato dall'architetto Vernon DeMars.